# Francesco Pucci (politico 1921)
Francesco Pucci (1921 – Catanzaro, 22 luglio 2017) è stato un politico italiano.
Avvocato, storico esponente della Democrazia Cristiana del capoluogo calabro, fu per due mandati sindaco di Catanzaro dal 1965 al 1975.